# Малвичино
Малвичѝно (на италиански: Malvicino; на пиемонтски: Mavzin, Мавъдзин) е село и община в Северна Италия, провинция Алесандрия, регион Пиемонт. Разположено е на 420 m надморска височина. Населението на общината е 82 души (към 2010 г.).